# Idina Menzel
Idina Kim Menzel (* 30. Mai 1971 in Manhattan, New York), ist eine US-amerikanische Musicaldarstellerin und Filmschauspielerin. Internationale Bekanntheit erlangte sie insbesondere durch ihr Engagement als „Elphaba“ in der Originalbesetzung der Broadwayproduktion des Musicals Wicked – Die Hexen von Oz. Des Weiteren wurde sie unter anderem durch das Lied Let It Go als Sprecherin und Sängerin der Hauptrolle Elsa im Disney-Film Die Eiskönigin – Völlig unverfroren bekannt.

## Leben
Idina Menzel wuchs als Tochter von Helene und Stuart Mentzel und ältere Schwester von Cara Mentzel auf Long Island auf. Die Tatsache, dass sie ihren Nachnamen anders schreibt als den ihrer Eltern (ohne „t“), resultiert daraus, dass sie die falsche Aussprache ihres Namens vermeiden wollte.
Sie erhielt eine Ausbildung an der New York University’s Tisch School of the Arts, die sie als Bachelor of Fine Arts abschloss. Wenngleich sie ihre Ausbildung im Bereich Musik begann, wechselte sie später zum schauspielerischen Aspekt. 1996 feierte sie als „Maureen“ im Musical Rent ihr Broadwaydebüt.
Im Januar 2003 heiratete Idina Menzel den Musical- und Filmschauspieler Taye Diggs, den sie bei der Workshop-Produktion von Rent kennengelernt hat. Am 2. September 2009 kam der gemeinsame Sohn zur Welt. Ende 2013 wurde berichtet, dass Idina Menzel sich von Taye Diggs getrennt habe. Beide teilen sich das gemeinsame Sorgerecht für ihren Sohn und haben weiterhin eine freundschaftliche Beziehung.
Seit Ende 2014 ist sie mit dem ehemaligen amerikanischen Musical- und Filmschauspieler Aaron Lohr zusammen. Die beiden kauften im Sommer 2015 ein Haus in Encinco (Los Angeles), in dem sie seitdem zusammen leben. Ende September 2016 gab das Paar seine Verlobung bekannt. Ein Jahr später heirateten sie.

## Karriere
1995 nahm Menzel erfolgreich an einer Audition für das Musical Rent teil. Die Rolle in diesem Musical war ihr erstes professionelles Theaterengagement und gleichzeitig ihr Debüt am Broadway. Rent hatte am 26. Januar 1996 am Off-Broadway im „New York Theater Workshop“ seine Premiere, schon bald darauf zog das Stück, wegen seiner steigenden Popularität, in das bekannte „Nederlander Theatre“ an den Broadway. Für ihre Darstellung der Maureen Johnson in der Originalbesetzung des Musicals wurde Menzel für einen Tony Award in der Kategorie „Best Featured Actress in a Musical“ nominiert. Ihren letzten Auftritt als Maureen Johnson gab Menzel am 1. Juli 1997.
Nach ihrem Erfolg in Rent veröffentlichte Idina Menzel ihr erstes Soloalbum mit dem Titel Still I Can’t Be Still. Außerdem stand sie in weiteren Rollen auf der Bühne, unter anderem als Dorothy im Musical Summer of ’42 im Godspeed Opera House in Connecticut, als Sheila in der „New York City Center Encores!“ Produktion von Hair und schließlich wieder auf dem Broadway als Amneris in Aida.
2003 folgte ein erneutes Engagement am Broadway. An der Seite ihrer Kollegin Kristin Chenoweth spielte sie Elphaba, eine der Hauptrollen im Musical Wicked – Die Hexen von Oz. 2004 wurde Menzel mit dem Tony Award in der Kategorie Beste Hauptdarstellerin in einem Musical für ihre Darstellung der Elphaba ausgezeichnet.
Nachdem Menzel Wicked – Die Hexen von Oz im Jahr 2005 verlassen hatte, folgte eine Produktion am Off Broadway im Public Theatre im Musical See What I Wanna See von Michael John LaChiusa, das vom Oktober bis zum Dezember 2005 aufgeführt wurde. Für ihre Leistung wurde Menzel für den Drama Desk Award und den Drama League Award nominiert.
Im Jahr 2006 übernahm Idina Menzel ein zweites Mal die Rolle der Elphaba. Vom 7. September 2006 bis zum 30. Dezember 2006 gehörte sie zum Ensemble der Londoner West-End-Produktion von Wicked – Die Hexen von Oz im Apollo Victoria Theatre. Während ihres Engagements in London gehörte Menzel mit einer Wochengage von 30.000 US-Dollar zu den bestbezahlten Darstellerinnen im West End.
Im Mai 2008 war sie in Chess in Concert, einer Konzertfassung des Musicals Chess in der Royal Albert Hall in London als Florence Vassy an der Seite von Josh Groban zu sehen.
Ende Februar 2013 wurde bekannt gegeben, dass Menzel die Rolle Elizabeth in If/Then, dem neuen Musical von Tom Kitt und Brian Yorkey, übernehmen werde. Die Probepremiere des Musicals fand am 5. November 2013 im National Theatre in Washington statt. Im März 2014 zog das Musical nach New York an den Broadway ins Richard Rodgers Theatre um und feierte seine dortige Premiere am 30. März 2014. Für die Rolle als Elizabeth wurde Menzel zum zweiten Mal für einen Tony Award in der Kategorie Beste Hauptdarstellerin in einem Musical nominiert. If/Then spielte seine letzte Aufführung auf Broadway am 22. März 2015, nach insgesamt 29 Probeaufführungen und 401 regulären Aufführungen.
In der englischsprachigen Originalfassung des Disney-Films Die Eiskönigin – Völlig unverfroren spricht und singt Menzel die Rolle der Elsa. Das Lied Let It Go daraus wurde ein Top-5-Hit in den USA und wurde als beste Filmkomposition des Jahres mit einem Grammy und Oscar ausgezeichnet.
Zur Eröffnung des Super Bowl XLIX am 1. Februar 2015 sang sie die amerikanische Nationalhymne.
Sie sang auch in Die Eiskönigin II. Das Lied Into the Unknown wurde zwar wieder für den Oscar nominiert, konnte ihn aber nicht gewinnen. Ebenfalls für Disney sang sie im Film Verwünscht nochmal das Lied Love Power.

## Werke

### Musicals
(Jahr, Musical, Rolle, Spielort)
- 1996: Rent: „Maureen Johnson“ (New York, Broadway, Nederlander Theater)
- 2000: The Wild Party: „Kate“ (New York, Off-Broadway)
- 2000: Summer of ’42: „Dorothy“
- 2001: Aida: „Amneris“ (New York, Broadway)
- 2001: Hair: „Sheila“
- 2002: Vagina-Monologe: (One-man Show)
- 2003: Wicked – Die Hexen von Oz: „Elphaba“
- 2005: See What I Wanna See: „Kesa“/„The Wife (Lily)“/„The Actress (Deanna)“
- 2006: Wicked – Die Hexen von Oz: „Elphaba“ (London, West End, Apollo Victoria Theatre)
- 2008: Chess in Concert; Konzertfassung von Chess: „Florence“ (London, Royal Albert Hall)
- 2014–2015: If/Then: „Elizabeth“ (New York, Richard Rodgers Theatre)
- Ende 2015 – Anfang 2016: If/Then: „Elizabeth“ (Tourneeproduktion von If/Then)
- Seit Anfang 2025: Redwood

### Film
- 2001: Kissing Jessica
- 2002: Just a Kiss
- 2004: The Tollbooth
- 2004: Water
- 2005: Rent
- 2006: Ask the Dust
- 2007: Verwünscht (Enchanted)
- 2013: Die Eiskönigin – Völlig unverfroren (Frozen; Stimme)
- 2015: Die Eiskönigin: Party-Fieber (Frozen Fever, Kurzfilm; Stimme)
- 2019: Die Eiskönigin II (Frozen II; Stimme)
- 2019: Der schwarze Diamant (Uncut Gems)
- 2021: Cinderella
- 2022: Verwünscht nochmal (Disenchanted)
- 2022: American Murderer
- 2023: Du bist sowas von nicht zu meiner Bat-Mizwa eingeladen (You Are So Not Invited To My Bat Mitzvah)
- 2024: Wicked

### Fernsehen
- 2004: Rescue Me (eine Folge)
- 2005: Kevin Hill (zwei Folgen)
- 2009: Private Practice (zwei Folgen)
- 2010: Wonder Pets (eine Folge)
- 2010: Sesamstraße (Sesame Street, eine Folge)
- 2010–2011, 2013: Glee

### Diskografie
Eigene Tonträger
- 1998: Still I Can’t Be Still
- 2004: Here
- 2007: Defying Gravity (UK: Platin)
- 2008: I Stand
- 2011: Live: Barefoot at the Symphony
- 2014: Holiday Wishes (UK-Titel: Christmas Wishes)
- 2016: idina.
- 2018: Idina: Live
- 2019: Christmas: A Season of Love

Mitwirkung auf Tonträgern
- 1996: Rent (Original Cast Recording): „Maureen Johnson“
- 1999: The Other Sister (Soundtrack): Lied „Follow if You Lead“ (Sängerin und Komponistin)
- 2000: The Wild Party (Original Cast Recording): „Kate“
- 2003: Wicked – Die Hexen von Oz (Original Cast Recording): „Elphaba“
- 2004: Desperate Housewives (Soundtrack): Lied: „Damsel in Distress“ (Sängerin)
- 2005: Ray Charles, Genius & friends
- 2005: See What I Wanna See (Original Cast Recording): „Kesa“/„The Wife (Lily)“/„The Actress (Deanna)“
- 2005: Rent (Soundtrack): „Maureen Johnson“
- 2007: Die Legende von Beowulf (Soundtrack): „A Hero Comes Home“
- 2013: Die Eiskönigin – Völlig unverfroren (Soundtrack)
- 2014: If/Then – A New Musical (Original Broadway Cast Recording) „Elizabeth Vaughn“

## Auszeichnungen für Musikverkäufe
| Goldene Schallplatte - Australien - 2014: für die Single For the First Time in Forever - Dänemark - 2020: für die Single Let It Go - Deutschland - 2024: für die Single Let It Go - Kanada - 2020: für die Single Show Yourself - Spanien - 2024: für die Single Let It Go - Vereinigte Staaten - 2023: für das Lied That Time of Year Platin-Schallplatte - Australien - 2024: für die Single Show Yourself - Brasilien - 2024: für die Single Into the Unknown - 2024: für die Single Let It Go - Japan - 2014: für die Single Let It Go - Neuseeland - 2022: für die Single For the First Time in Forever - Vereinigte Staaten - 2022: für das Lied Some Things Never Change - 2023: für die Single For the First Time in Forever (Reprise) | 2× Platin-Schallplatte - Australien - 2024: für die Single Into the Unknown 3× Platin-Schallplatte - Kanada - 2023: für die Single Into the Unknown - Neuseeland - 2024: für die Single Let It Go 8× Platin-Schallplatte - Australien - 2024: für die Single Let It Go - Kanada - 2023: für die Single Let It Go |

Anmerkung: Auszeichnungen in Ländern aus den Charttabellen bzw. Chartboxen sind in ebendiesen zu finden.
| Land/RegionAuszeichnungen für Musikverkäufe (Land/Region, Auszeichnungen, Verkäufe, Quellen) | Gold     | Platin       | Diamant  | Verkäufe   | Quellen             |
| -------------------------------------------------------------------------------------------- | -------- | ------------ | -------- | ---------- | ------------------- |
| Australien (ARIA)                                                                            | Gold1    | 11× Platin11 | —        | 805.000    | aria.com.au         |
| Brasilien (PMB)                                                                              | —        | 2× Platin2   | —        | 120.000    | pro-musicabr.org.br |
| Dänemark (IFPI)                                                                              | Gold1    | —            | —        | 45.000     | ifpi.dk             |
| Deutschland (BVMI)                                                                           | Gold1    | —            | —        | 300.000    | musikindustrie.de   |
| Japan (RIAJ)                                                                                 | —        | Platin1      | —        | 250.000    | riaj.or.jp          |
| Kanada (MC)                                                                                  | Gold1    | 11× Platin11 | —        | 920.000    | musiccanada.com     |
| Neuseeland (RMNZ)                                                                            | —        | 4× Platin4   | —        | 120.000    | radioscope.co.nz    |
| Spanien (Promusicae)                                                                         | Gold1    | —            | —        | 30.000     | elportaldemusica.es |
| Vereinigte Staaten (RIAA)                                                                    | 2× Gold2 | 12× Platin12 | Diamant1 | 23.000.000 | riaa.com            |
| Vereinigtes Königreich (BPI)                                                                 | Gold1    | 9× Platin9   | —        | 5.800.000  | bpi.co.uk           |
| Insgesamt                                                                                    | 8× Gold8 | 50× Platin50 | Diamant1 |            |                     |

## Auszeichnungen als Musicaldarstellerin
Rent
- 1996 nominiert für den Tony Award in der Kategorie Beste Darstellerin in einem Musical

The Wild Party
- 2000 nominiert für den Drama Desk Award in der Kategorie Beste Darstellerin in einem Musical

Wicked
- 2004 Tony Award in der Kategorie Beste Hauptdarstellerin in einem Musical
- 2004 Broadway.com Audience Award in der Kategorie Beste Hauptdarstellerin in einem Musical
- 2004 Broadway.com Audience Award in der Kategorie Beste weibliche Performance
- 2004 Broadway.com Audience Award in der Kategorie Bestes Bühnenpaar (mit Kristin Chenoweth)
- 2004 Broadwayworld.com Theater Fans’ Award in der Kategorie Beste Hauptdarstellerin in einem Musical
- 2007 Theatregoers’ Choice Award in der Kategorie Beste Hauptdarstellerin in einem Musical
- 2004 nominiert für den Drama Desk Award in der Kategorie Beste Hauptdarstellerin in einem Musical
- 2004 nominiert für den Outer Critics Circle Award in der Kategorie Beste Hauptdarstellerin in einem Musical
- 2004 nominiert für den Drama League Award in der Kategorie Beste Performance

Rent: Der Film
- 2005 nominiert für den Northeastern Critics Award in der Kategorie Beste Nebendarstellerin in einem Musical
- 2005 nominiert für den Northeastern Critics Award in der Kategorie Bestes Ensemble
- 2005 nominiert für den Broadcast Film Critics Award in der Kategorie Bestes Ensemble
- 2005 nominiert für den Washington Film Critics Award in der Kategorie Beste Ensemble

See What I Wanna See
- 2006 nominiert für den Drama Desk Award in der Kategorie Beste Hauptdarstellerin in einem Musical
- 2006 nominiert für den Drama League Award in der Kategorie Beste Performance